# Villanueva de la Torre (Palencia)
Villanueva de la Torre es una localidad y también una pedanía perteneciente al municipio de Barruelo de Santullán en la comarca de la Montaña Palentina en la provincia de Palencia (comunidad autónoma de Castilla y León). 

## Geografía
La localidad dista 9 km de Barruelo, cabecera municipal, y 16 km de Aguilar de Campoo.
Está situada a 1.010 metros sobre el nivel del mar.

## Demografía
Evolución de la población en el siglo XXI
| Gráfica de evolución demográfica de Villanueva de la Torre entre 2000 y 2020 |
|                                                                              |
| Población de derecho (2000-2020) según el padrón municipal del INE           |

## Historia
Anteriormente conocida como Villanueva de Santullán (Villanueua de sant yllant), tal como se recoge en el Becerro de Behetrías de Castilla del siglo XIV. En este documento se menciona que, al igual que su pueblo vecino Bustillo de Santullán, pertenecía a D. Gonzalo Gonzales Gudiana e hijos de Ferrant Gonzales Guadiana.
El topónimo 'de la Torre' es forzosamente posterior al siglo XV, cuando se levantó la torre que configura la imagen actual del pueblo. En 1175 Alfonso VIII concede al monasterio de Santa María la Real de Aguilar de Campoo la propiedad completa de estas tierras. Se encuadra administrativamente en el alfoz de Aguilar y hasta el siglo XVIII, esta localidad estuvo integrada dentro de la Merindad Menor de Aguilar de Campoo.

## Patrimonio

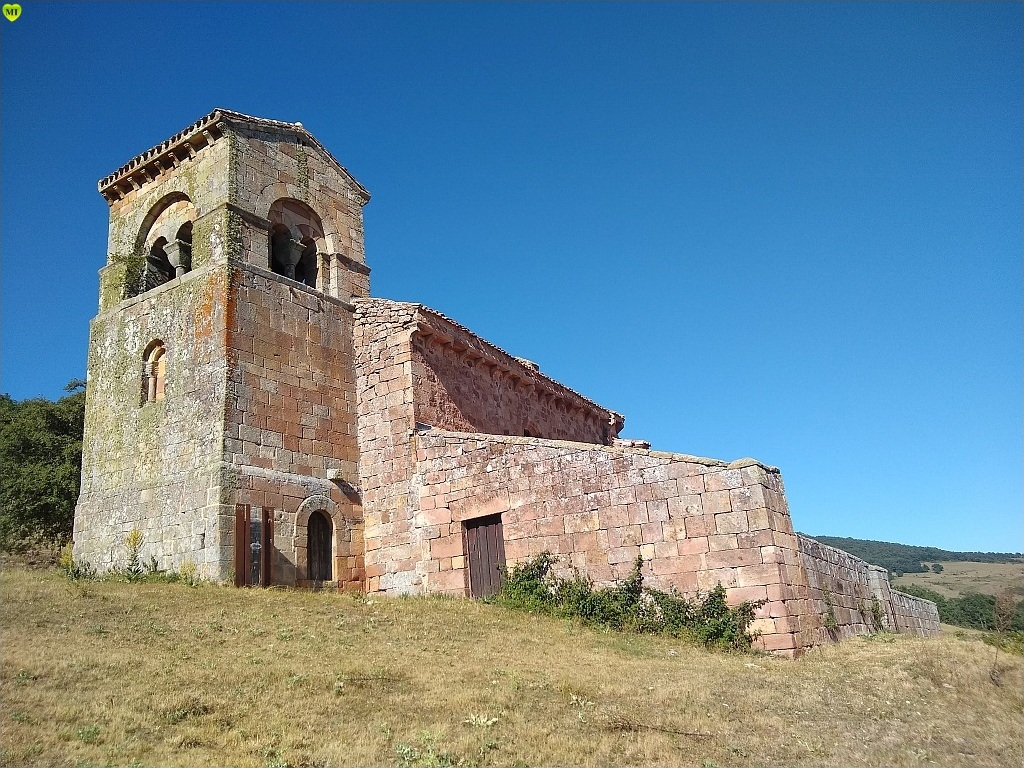
Iglesia parroquial de Santa Marina

- Iglesia parroquial de Santa MarinaIglesia de Santa Marina: Se trata de un buen ejemplar de edificación románica, fechada a finales del siglo XII, conservando de su fábrica original la cabecera y la torre. En el interior del templo destaca la escultura de los capiteles del arco triunfal. Forma parte del conjunto conocido como Románico Norte, y recientemente fue sometido a una restauración dentro del plan que gestiona los recursos patrimoniales románicos del territorio (Plan de Intervención Románico Norte).

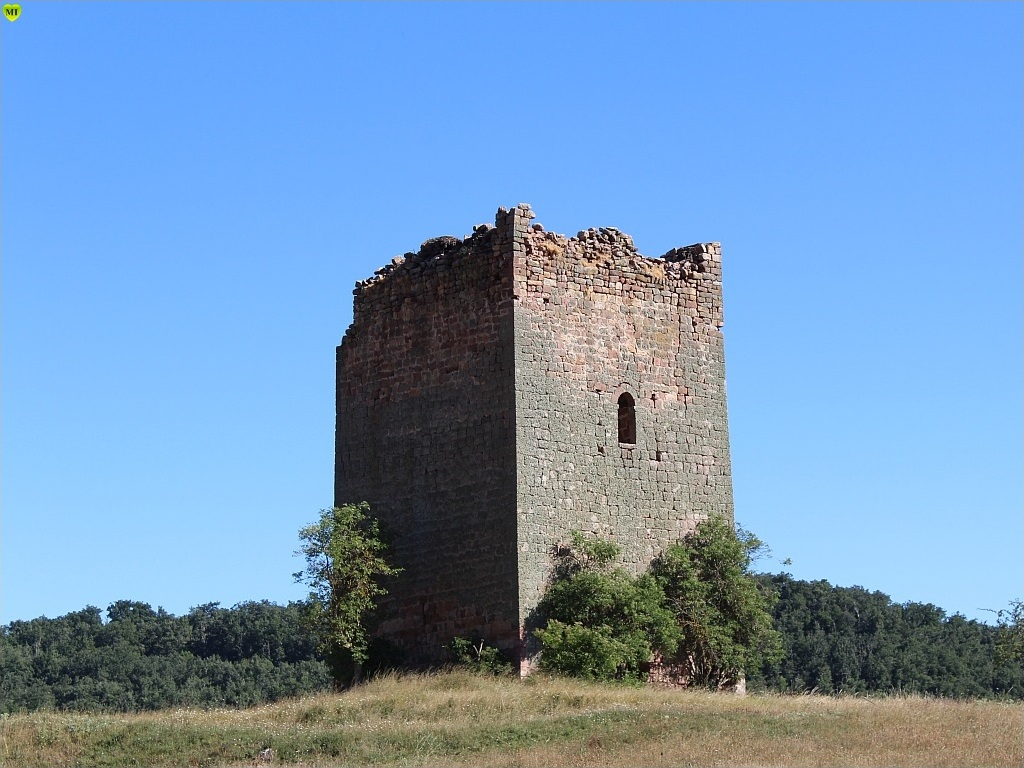
Torre

- TorreTorre Fuerte medieval: Esta torre del siglo XI, tal como figura en una placa colocada por el Plan de Dinamización Turística de la Montaña Palentina, fue declarada bien cultural en 1942. Es una construcción en piedra de planta cuadrada y cuerpo ligeramente trapezoidal de unos 15 m de altura. el interior tiene cuatro niveles. Edificado a finales del siglo XIII o principios del siglo XIV.[5]

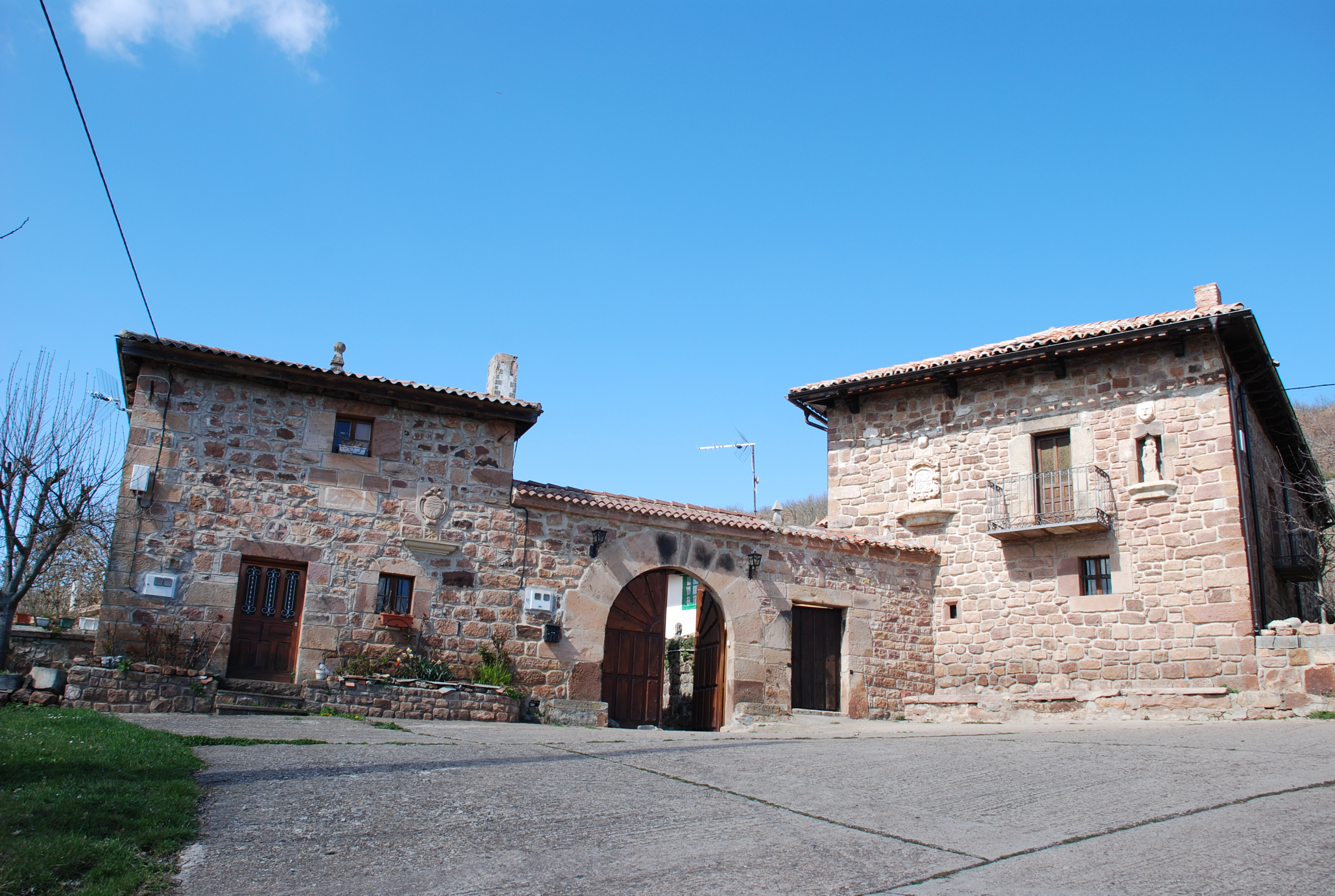
Casa solariega

## Costumbres
La chorizada era una merienda a base de chorizos que las mujeres daban a los hombres el día de fin de año en pago de haberles limpiado las pozas de lavar en el río (esta costumbre también se daba en Verbios.